# 출판물

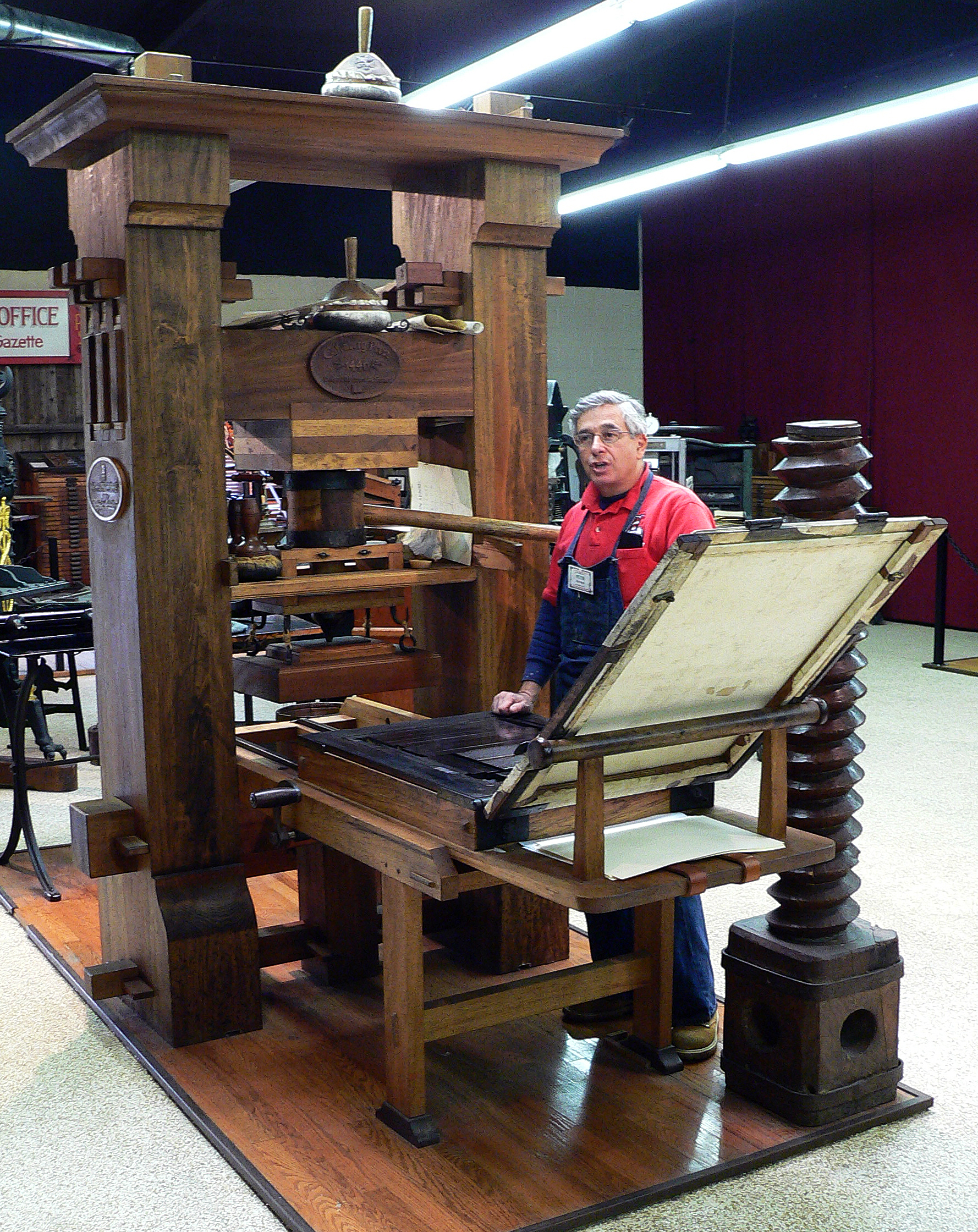
인쇄기는 출판을 위한 저작물을 인쇄하는 데 사용될 수 있다.

출판물(出版物, 영어: publication)은 출판 행위와 공개 배포를 위해 발행된 모든 사본을 의미한다. 출판한다는 것은 일반 대중이 콘텐츠를 이용할 수 있도록 하는 것이다. 용어의 구체적인 사용은 국가마다 다를 수 있지만 일반적으로 종이(신문, 잡지, 카탈로그 등)를 포함한 텍스트, 이미지 또는 기타 시청각 콘텐츠에 적용된다.

## 같이 보기
- 출판
- 신문
- 잡지